# ستيف تويلمان
ستيف تويلمان (بالإنجليزية: Steve Twellman)‏ هو لاعب كرة قدم أمريكي في مركز ظهير ‏، ولد في 14 ديسمبر 1949 في سانت لويس في الولايات المتحدة. لعب مع أتلانتا تشيفز.